# بخش تیورتون (شهرستان کوشکتن، اوهایو)
بخش تیورتون (به انگلیسی: Tiverton Township) یک منطقهٔ مسکونی در ایالات متحده آمریکا است که در شهرستان کوشاکتن، اوهایو واقع شده‌است.
 بخش تیورتون ۶۷٫۸۶ کیلومتر مربع مساحت و ۴۴۹ نفر جمعیت دارد و ۳۴۸ متر بالاتر از سطح دریا واقع شده‌است.